# 小科瑟巴赫河
50°8′8.5″N 11°37′6.3″E / 50.135694°N 11.618417°E
小科瑟巴赫河（德語：Kleiner Koserbach），是德國的河流，位於該國東南部，由巴伐利亞負責管轄，屬於科瑟河的右支流，河道全長4.8公里，發源自馬克特洛伊加斯特以北。